# Władysław Raczkiewicz
Władysław Raczkiewicz, né le 28 janvier 1885 à Koutaïssi et mort le 6 juin 1947 à Ruthin, est un homme d'État polonais. Il est président de la République de Pologne en exil du 30 septembre 1939 à sa mort.

## Biographie

### Jeunesse
Władysław Raczkiewicz, fils d'un juge, Józef Raczkiewicz et de Ludwika Łukaszewicz, naît à Koutaïssi, ville géorgienne, alors dans l'Empire russe. Il fait ses études à Saint-Pétersbourg où il fait partie de l'Organisation de la jeunesse polonaise. Après avoir terminé ses études à la faculté de droit de l'université de Dorpat, il exerce comme avocat à Minsk. Quand éclate la Première Guerre mondiale, il rejoint le mouvement clandestin pour la liberté polonaise et sert sous les ordres de Józef Piłsudski, qui se crée une armée pour reconquérir l'indépendance de Pologne contre la Russie.

### Parcours politique
Pendant la guerre soviéto-polonaise de 1919 à 1921, il combat comme volontaire. Pendant la guerre civile russe, Piłsudski nomme Raczkiewicz ministre de l'Intérieur en juin 1921. De 1930 à 1935, il est président du Sénat.

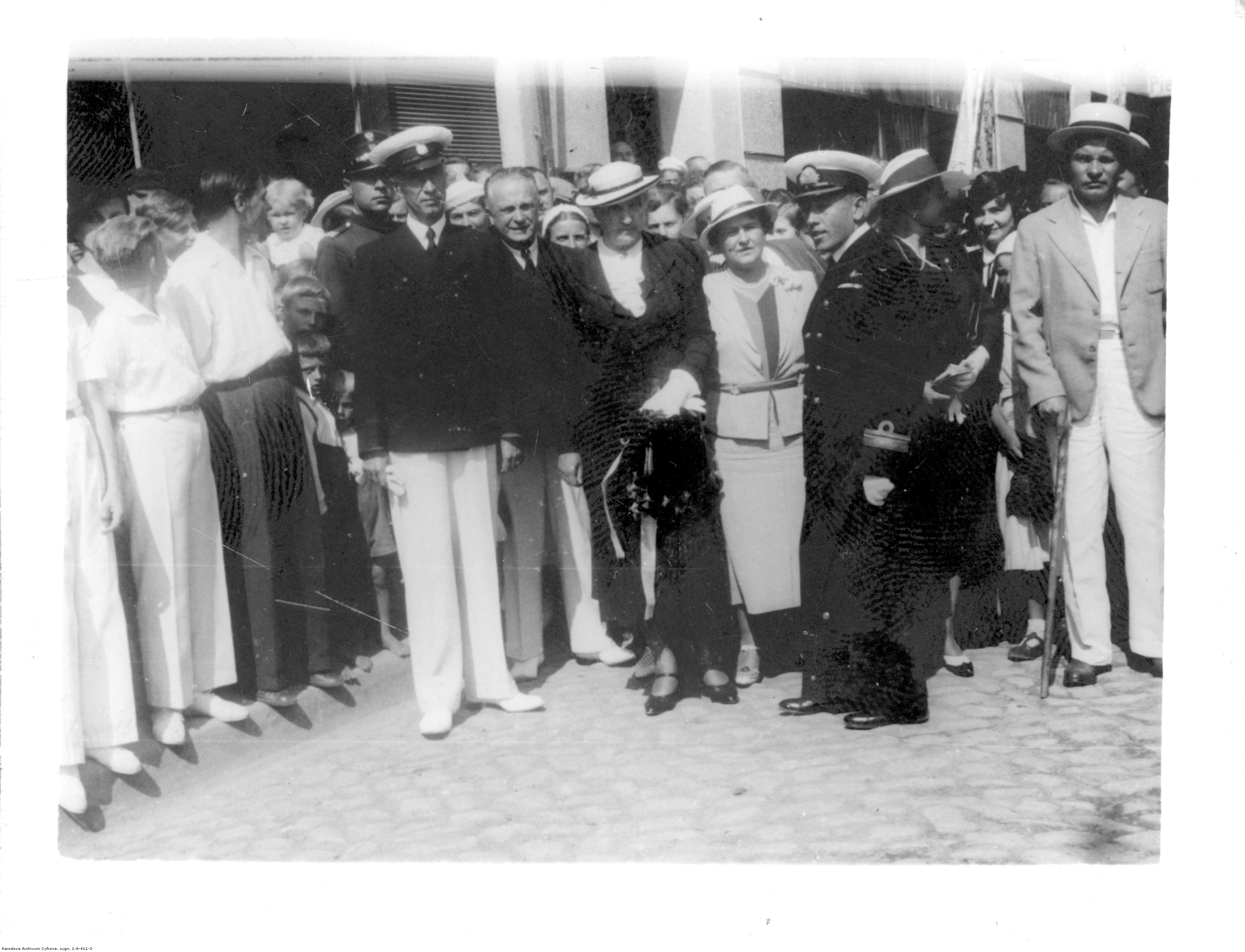
Avec Aleksandra Piłsudska en 1935 ou 36 pour inaugurer une activité de l'association famille militaire.

Après l'invasion de la Pologne par l'Armée allemande le 1er septembre 1939, puis l'Armée rouge le 17 septembre, il se fraye un chemin jusqu'en France. C'est là qu'après l'internement en Roumanie des autorités polonaises (le président de la République Ignacy Mościcki et le gouvernement) il se voit transmettre, le 29 septembre 1939, dans le respect de la Constitution d'avril 1935, les pouvoirs de président de la République. En effet, la Constitution donne au président le droit de désigner son successeur si le pays est en état de guerre.
Wladyslaw Raczkiewicz nomme dès le lendemain le général Władysław Sikorski comme Premier ministre et commandant-en-chef (30 septembre 1939-4 juillet 1943). Les autorités polonaises, initialement établies à l'hôtel de Monaco (Paris), s'installent à Angers dès novembre 1939 et s'emploient à la reconstitution d'une armée polonaise sur le sol français. Le 19 juin 1940, devant l'intention évidente de l'Allié français de signer un armistice avec l'Allemagne, le Président de la République de Pologne embarque depuis Saint-Jean-de-Luz pour une périlleuse traversée vers l'Angleterre, pour y continuer la lutte. Le président de la République de Pologne et le gouvernement polonais en exil s'installent dès lors à Londres.
Au cours de cette phase de la guerre qui suit la défaite de la France de juin 1940 et jusqu'à l'entrée en guerre des États-Unis en décembre 1941, les forces polonaises sont numériquement les principaux alliés de la Grande-Bretagne, avec une contribution considérable notamment des pilotes polonais dans la défense du ciel britannique lors de la bataille d'Angleterre.
La rupture de l'alliance entre l'Allemagne nazie et l'Union soviétique par l'invasion allemande des Soviétiques, le 22 juin 1941, modifie le rapport de forces. Les Polonais en exil comptent progressivement de moins en moins pour leurs alliés britanniques à mesure du retournement de la situation sur le front de l'Est (1943). En avril 1943, Staline, pourtant coupable, saisit le prétexte de la découverte par la Wehrmacht du charnier des officiers polonais de Katyn pour rompre les liens avec le gouvernement en exil et manœuvrer pour achever de constituer un groupe de responsables polonais communistes, totalement méconnus, à sa botte.
Les autorités polonaises en exil sont de surcroît affaiblies par la mort dans un accident ou attentat d'avion du général Sikorski, en juillet 1943 et l'échec, facilité par Staline, de l'insurrection de Varsovie contre les forces nazies (1er août-3 octobre 1944).
En février 1945, Staline, Churchill et Roosevelt tiennent la conférence de Yalta. La Pologne y est l'un des principaux sujets de discussion. Staline fait valoir que seul un gouvernement polonais "fort" pro-communiste serait capable de garantir la sécurité de l'Union soviétique. À l'issue de la guerre, les principaux Alliés retirent leur reconnaissance aux autorités polonaises en exil.
Le président de la République de Pologne et le gouvernement polonais en exil, s'appuyant à la fois sur la légalité (la constitution polonaise d'avril 1935 jamais répudiée) et leur légitimité (un gouvernement représentatif constitué à partir des quatre principaux partis d'opposition d'avant-guerre) n'accepteront pas ces décisions et continueront d'exercer leurs fonctions, en se transmettant tour à tour la charge, jusqu'en 1990, date des premières élections libres et démocratiques en Pologne. À cette date, Lech Walesa recevra des mains du dernier Président polonais en exil, Ryszard Kaczorowski (1989-1990), les insignes présidentiels - cérémonie du 22 décembre 1990, au Palais Royal de Varsovie, marquant aussi symboliquement la fin de l'exil politique que Wladyslaw Raczkiewicz avait inauguré 50 ans plus tôt.
Raczkiewicz meurt en fonctions en 1947, à Ruthin, au pays de Galles. Il est enterré à Newark-on-Trent en Angleterre. Son successeur désigné August Zaleski lui succède jusqu'à sa propre mort, en 1972 - avant que la règle coutumière ne soit rétablie et que les Présidents de la République en exil suivants Stanisław Ostrowski (1972-1979), Edward Raczynski (1979-1986) et Kazimierz Sabbat (1986-1989) ne servent qu'un maximum de 7 ans chacun.